# Đồng hồ kỹ thuật số

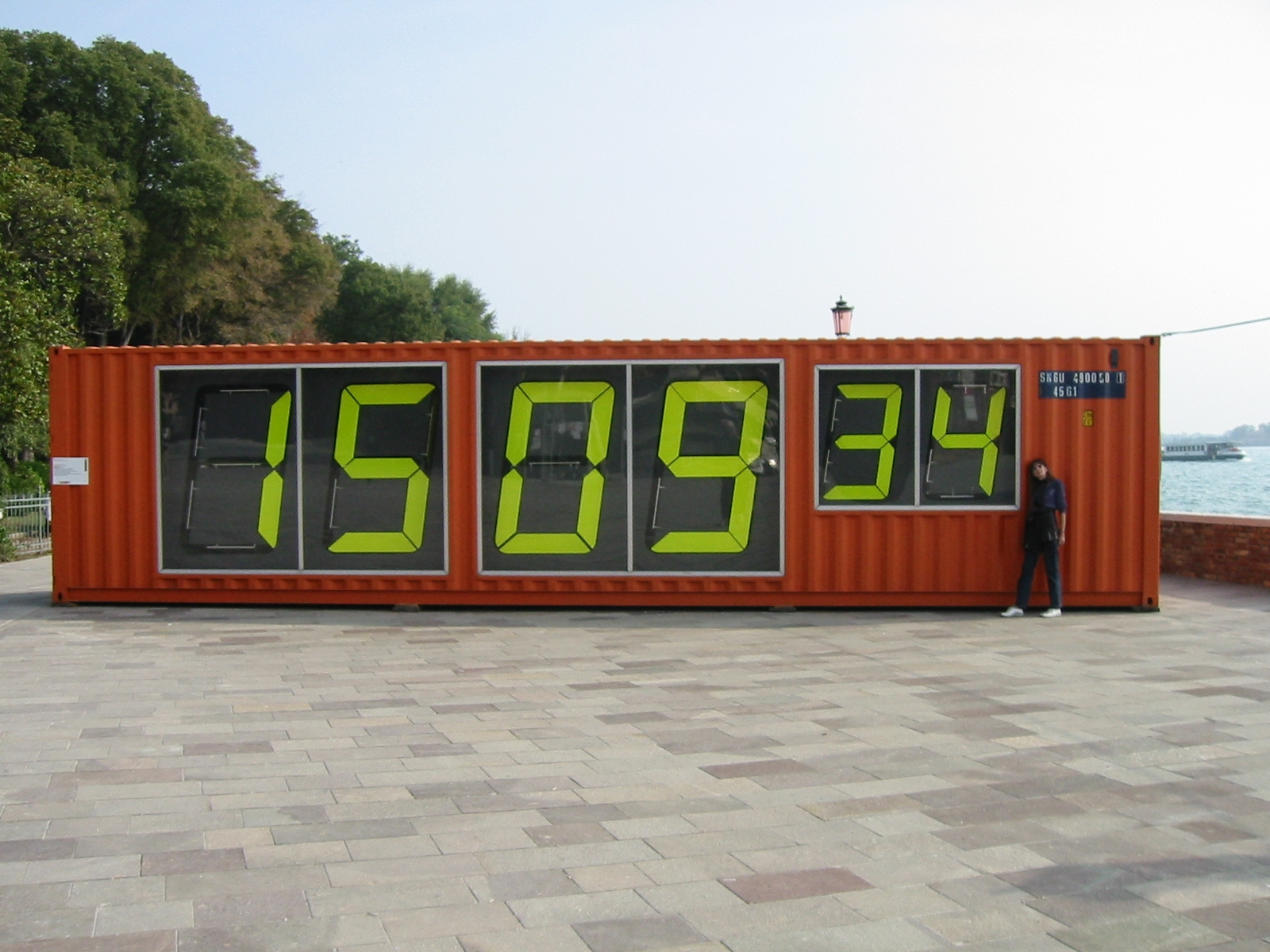
Một đồng hồ kỹ thuật lớn

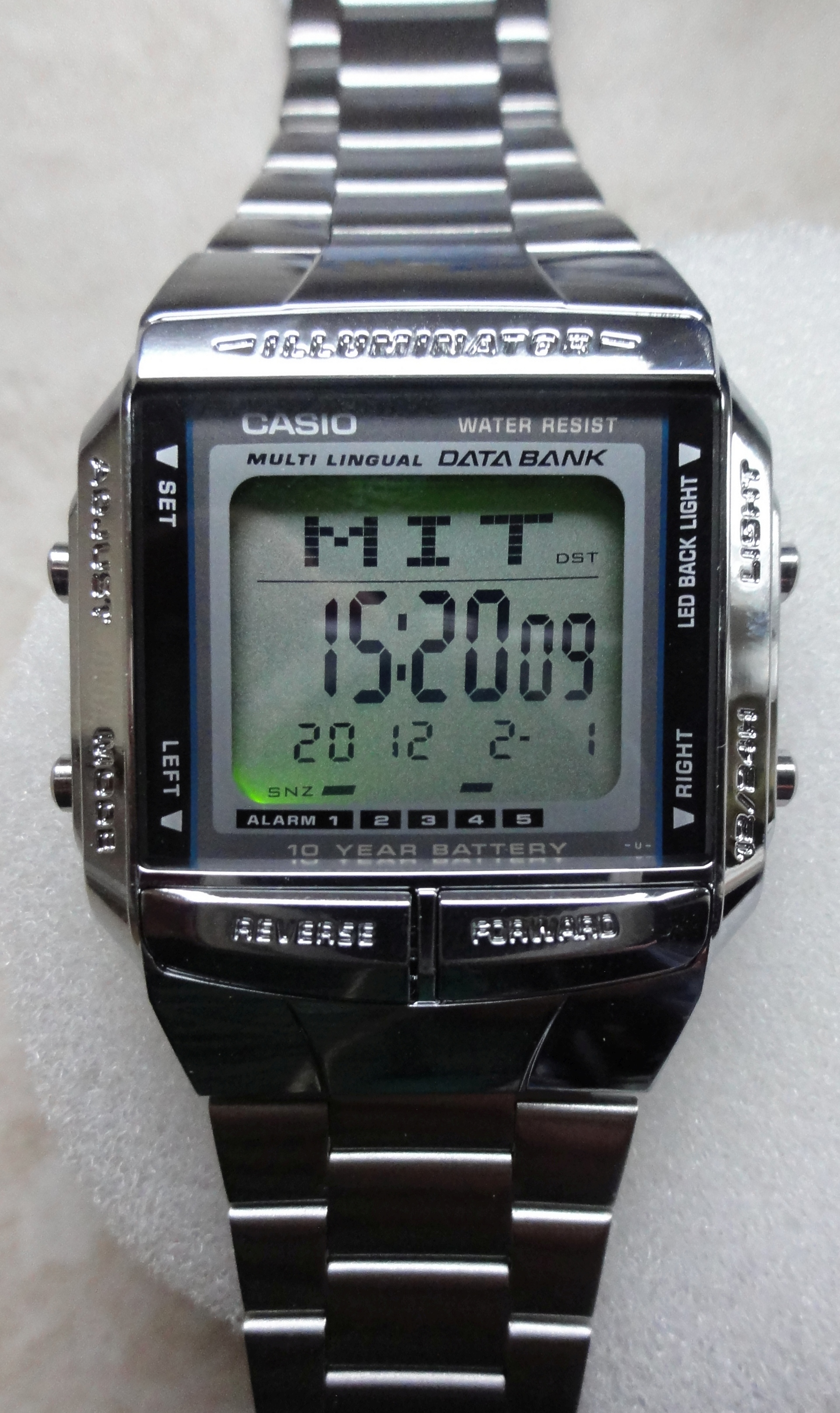
Một mặt đồng hồ đeo tay có giao diện kỹ thuật số của hãng Casio

Đồng hồ kỹ thuật số (Tiếng Anh: digital clock/watch, ở Việt Nam đôi khi gọi chung là đồng hồ điện tử) là loại đồng hồ hiển thị thời gian bằng các màn hình điện tử hoặc các chữ số. Hầu hết các loại đồng hồ này là đồng hồ tinh thể, hoạt động qua sự dao động tinh thể thạch anh hoặc đồng hồ nguyên tử.
Chữ số kỹ thuật số được ứng dụng trong rất nhiều loại đồng hồ, như đồng hồ treo tường, đồng hồ đeo tay, đồng hồ báo thức, đồng hồ đo,...
Một số loại đồng hồ kim có kết hợp mặt hiển thị số kỹ thuật thì gọi là đồng hồ kim-kỹ thuật số.